# Durchgangsstraße IV

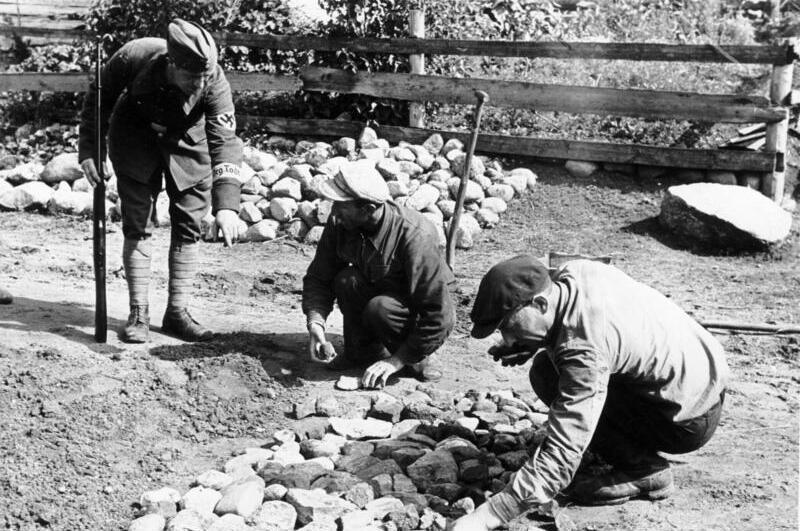
Охранник из Тоддт наблюдает за двумя еврейскими рабочими в районе Гродно

Durchgangsstraße IV или DG IV — название стратегического автомобильного маршрута, построенного во время Великой Отечественной войны немцами на оккупированной территории с Украины в сторону Кавказа протяженностью 2175 км.

## Строительство
Маршрут начинался около Перемышля, проходил через Львов, Тернополь, Винницу, Умань, Кировоград, Кривой Рог, Днепропетровск, Сталино, Таганрог и доходил до Ростова-на-Дону. Шоссе включало в себя как уже существовавшие участки, которые планировалось модернизировать, так и вновь построенные.
Руководство ремонтом и строительством шоссе осуществляли СС и организация Тодта. Большая часть работ выполнялась евреями — узниками ближайших гетто. Эксплуатация была жестокой, тех кто был не в силах продолжать работать, немедленно расстреливали. Средняя продолжительность жизни еврейского рабочего на этом строительстве была от 3 до 6 месяцев.

## После войны
Начиная с 1960-х годов Центральное управление Государственного управления юстиции по расследованию национал-социалистических преступлений в Людвигсбурге выявило 70 подозреваемых, причастных к данному проекту, местонахождение которых удалось установить в 39 случаях. В 1967 году прокурор Любека подготовил судебный процесс в окружном суде Итцехо, по которому было допрошено 1500 свидетелей (в том числе 100 выживших евреев в Израиле) и были установлены 39 подозреваемых, одним из которых был эсэсовец Оскар Фризе. С 1970 года различные прокуратуры продолжали производство по делу ещё 10 человек. Расследование лиц, несущих главную ответственность, было прекращено.